# 安藤櫻
安藤櫻（日语：／ Andō Sakura，1986年2月18日—），日本女演員。結婚前本名為，東京都出身，經紀公司為Humanite。曾獲多座電影獎，被日本媒體稱為「個性派女演員」。丈夫為演員柄本佑。

## 經歷
安藤5歲時，因為觀賞了父親奧田瑛二主演的舞台劇而開始對演戲感到興趣，但長大後因為全家都是藝能界人士而在意週遭人稱呼「星二代」等，反而打消此意。唸書時期在各種餐廳打工後，才決定進入藝能界。
2009年，安藤櫻在園子溫執導的電影《愛的曝光》中的反派角色演繹引起影壇注目，2012年，以電影《愛與誠》獲得日本電影旬報獎、橫濱電影節、報知電影獎、每日電影獎等各大電影獎的最佳女配角。其後再度以《應許之國：雙重人生》獲藍絲帶獎、日本電影影評大獎和日本放送電影藝術大賞最佳女主角獎。
安藤櫻為日本電影旬報獎史上唯一一位同年獲得女主角與女配角獎的演員，亦是旬報至今獲得最多獎座的女演員（共五座），並於2014年被評選為「日本電影史上100位女演員榜」的第八位（評選者為電影界人士、影評人等）。同年，以《0.5mm》和《百元之戀》再度獲得藍絲帶獎、電影旬報獎、每日電影獎等最佳女主角的獎項。
2019年，以《小偷家族》獲得各大電影獎的最佳女主角獎，其中每日電影獎、電影旬報獎是和丈夫柄本佑分獲同屆最佳男主角與女主角獎，為影史首次夫妻檔同屆獲獎。同年，初次參演NHK大河劇，於《韋駄天～東京奧運故事～》後半部劇中飾演有「東洋魔女」之稱的日本女排國家隊隊長河西昌枝。
2021年，首度為知名英語暢銷繪本《心裡的獅子》擔任日文版翻譯，繪本於12月1日出版。

## 人物
- 160公分，血型A型。
- 外曾祖父是前日本首相犬養毅，外祖父是前日本法務大臣與小說家犬養健。父親是日本知名演員兼導演奥田瑛二，母親是散文作家安藤和津（日语：安藤和津），年長4歲的姐姐是執導《碎片》、《0.5mm》的導演安藤桃子，丈夫為演員柄本佑。柄本和安藤兩家皆為演藝世家。
- 曾在NHK晨間劇《陽子》劇中，和丈夫柄本佑的弟弟柄本時生演過夫妻。
- 和演員滿島光因拍攝電影《愛的曝光》而成為好友。兩人多次獲邀上雜誌對談及對談節目，被媒體譽為同世代的實力派。

## 戲劇作品
- 註：粗體字表示「主演」

### 電影
- 長途漫步（2006年12月16日） - 女服務生（脚本）
- 風的外側（2007年12月） - 真理子
- 迷霧中的愛（2008年10月） - 茜
- 我們沒有明天（2008年11月22日） - 千津
- 愛的曝光（2009年1月31日） - 古池
- 罪或罰（2009年2月28日） - 耳川桃
- 青春愛世代（2009年8月15日） - 純子
- 庫希歐大佐（2009年10月10日） - 木下理香
- 我們在行走，只此而已（日语：僕らは歩く、ただそれだけ）（2009年動画公開/劇場未公開作品[12]） - 美幸（主演）
- 一江春水向海流（2010年1月23日） - 小島小鳥
- 甜蜜小謊言（2010年3月13日） - 美也子
- 健太與純與加世的國度（日语：ケンタとジュンとカヨちゃんの国）（2010年6月12日） - 加世
- SR 埼玉歌者2（2010年6月26日） - ミッツー
- 性軀幹（2010年7月10日） - 美奈
- LIFE LINE（2011年） - ホイ
- 愛與誠（日语：愛と誠）（2012年6月16日） - ガムコ
- 應許之國：雙重人生（日语：かぞくのくに）（2012年8月4日） - 理惠（主演）
- 那夜的武士（2012年11月17日） - 美香
- 黃色大象（2013年2月2日） - 魚肝油大人（配音）
- 花瓣舞（2013年4月20日） - 素子
- 今日子與修一的場合（今日子と修一の場合）（2013年10月5日） - 今日子（主演）
- 家路（2014年3月1日） - 美佐
- 春を背負って（2014年6月14日） - 中川ユリ
- 0.5mm（2014年11月8日） - 山岸サワ（主演）
- 百元之戀（2014年12月20日） - 一子（主演）
- 娚の一生（2015年2月14日） - 秋本岬
- 白河夜船（日语：白河夜船 (小説)#映画）（2015年4月25日） - 寺子（主演）
- ディアスポリス -DIRTY YELLOW BOYS-（2016年9月3日） - 夢子 役
- 島々清しゃ（2017年1月21日） - 祐子 役
- 追憶（日语：追憶 (2017年の映画)）（2017年5月6日） - 仁科涼子
- 想成為奧田民生的男孩與讓遇上的男性全都瘋狂的女孩（日语：奥田民生になりたいボーイ 出会う男すべて狂わせるガール#映画）（2017年9月16日） - 美上ゆう
- DESTINY 鎌倉物語（2017年12月9日）- 死神
- 小偷家族（2018年6月8日） - 信代
- 妖怪大戰爭 Guardians（2021年8月13日）- 姑獲鳥
- 殺すな（2022年1月28日，時代劇専門チャンネル） - お峯
- ある男（2022年11月18日）- 谷口里枝
- 怪物（2023年6月2日）- 早織（主演）
- BAD LANDS（2023年9月29日）- 橋岡煉梨（主演）
- 寬鬆世代又怎樣：INTERNATIONAL（2023年10月13日）- 宮下茜
- 哥吉拉-1.0（2023年11月3日）- 太田澄子

### 電視劇
- 女帝 第5話 - （2007年8月10日 - ，朝日放送、朝日電視台） - 女主人
- 風的盡頭（2007年10月18日 - 12月6日，NHK木曜時代劇） - 桑山満江（青春時代）
- MAKE THE LAST WISH （2008年9月，MAKE 5 WISHES 製作委員會：WEBドラマ）
- Room Of King（2008年10月4日 - 11月29日，富士電視台） - 石井清美
- Chance！～她成功的理由～（2009年3月7日・14日，富士電視台）
- 來自偵探X的挑戰書！ Season2 殺人比賽（2009年10月21日・10月28日，NHK） - 新海亞希
- 我叫野田。（2010年10月29日 - 2011年4月8日，NHK 1seg2） -　部長
  - 我叫野田。第2季（2011年10月6日 - 2012年3月24日，NHK 1seg2） - 部長
  - 和野田一起過聖誕節（2011年12月24日，NHK）-　部長
  - 我叫野田。第3季（2012年10月1日 - 2013年2月18日，NHK 1seg2） - 部長
- 儘管如此也要活下去（2011年7月 - 9月，富士電視台） - 臼井紗歩
- 晨間小說連續劇（NHK）
  - 太陽公公（2011年8月） - 宮本美津
  - 萬福（2018年10月1日 - 2019年3月30日） - 今井福子→立花福子（主演）
- 贖罪 第3話「熊哥雄妹」（2012年1月22日，WOWOW） - 高野晶子
- 黑板～與時代戰鬥的教師們（日语：ブラックボード〜時代と戦った教師たち〜） 第1夜（2012年4月5日，TBS） - 高原静子
- ATARU CASE4（2012年5月6日，TBS） - 笹井英子
- 家族租賃（2012年7月27日，日本電視台） - 戶崎葉月
- 書店員美智留的遭遇（2013年1月8日 - 3月12日，NHK） - 初山春子
- 卡拉馬佐夫兄弟（2013年1月12日 - 3月23日，富士電視台） - 黒澤詩織
- 庶務二課2013（2013年7月10日 - 9月18日，富士電視台） - 安倍麗子
- 鸛鳥搖籃（2013年11月25日，TBS） - 服部純
- 不倒翁笑了。（2014年3月19日，NHK BS Premium） - 松井美奈
- 來自55歲的Hello Life（日语：55歳からのハローライフ#テレビドラマ）（2014年6月28日，NHK） - 森本香織（第三集）
- 寬鬆世代又怎樣（2016年4月17日 - 6月19日，日本電視台） - 宮下茜（女主角）
  - 寬鬆世代又怎樣 純米吟醸純情編（2017年7月2日・9日，日本電視台） - 坂間茜（女主角）
- 過家家（日语：ママゴト#テレビドラマ）（2016年8月30日 - 10月18日，NHK BS Premium） - 恩地映子（主演）
- 四重奏 第3話（2017年1月31日，TBS） - 小雀的同事（聲音演出）
- 魔法×戰士 魔力純心！（2018年4月1日－2019年3月24日，東京電視台）- モコニャン
- 泡麵之王（日語：まんぷく）（2018年10月1日至2019年3月30日，NHK）- 今井福子
- 芒果樹下～呂宋島，戰火的約定（日语：マンゴーの樹の下で〜ルソン島、戦火の約束〜）（2019年8月8日，NHK） - 田宮美咲
- 所以我推她（日语：だから私は推しました）（2019年8月17日，NHK）- 目擊者（客串第四集）
- NHK大河劇 韋駄天～東京奧運故事～（2019年11月3日 - 2019年12月15日）- 河西昌枝
- 孤獨的美食家 2019大晦日スペシャル 緊急指令!成田～福岡～釜山 弾丸出張編!（2019年12月31日，東京電視台）- 「栗原軒」店員
- 今日的貓村小姐（2020年4月9日，東京電視台） - 太太
- 流行感冒（2021年3月27日，NHK） - 春子
- 歡迎回來，旅人（日语：旅屋おかえり）（2022年1月25日 - 28日，NHK BS Premium） - 丘えりか（主演）
- 重啟人生（2023年1月8日 - 3月12日，日本電視台） - 近藤麻美（主演）
- 小鎮星熱點 第8話（2025年3月2日，日本電視台） - 高橋弘子（特別演出）

### 舞台劇
- ソフィストリー -詭弁-（2006年8月 - 9月、シアター1010） - デビー
- 恋する妊婦（2008年2月，編劇、執導：岩松了、シアターコクーン）
- 裏切りの街（2010年，編劇、執導：三浦大輔）
- 千に砕け散る空の星（2012年）

### 動畫電影
- 閣樓的拉傑（2023年） - リジー[13]

## 旁白、紀錄片
- 情熱大陸 桜庭一樹篇（2008年2月24日，毎日放送） - 朗讀
- にっぽん原風景紀行（2012年1月6日、13日，BS JAPAN） - 旅人
- ノンフィクションW「映画で国境を超える日〜映像作家・ヤン ヨンヒという生き方〜」（2013年1月25日，WOWOW）
- ザ・ノンフィクション「渋谷黄昏ぱらだいす〜2013 愛と想い出の街〜」（2013年4月21日，富士電視台）
- 極私的ドキュメント にっぽんリアル「母になる」（2014年6月1日，NHK BS Premium）

## MV
- 《最悪な春》森山直太朗（2021年4月14日）
- 《カク云うボクモ》森山直太朗（2021年10月27日）— 柄本佑拍攝
  - 春 ver.
  - 冬 ver.

## 翻譯著作
- 繪本《心裡的獅子》日文版（2021年12月1日，原作者Rachel Bright）

## 獎項
- 2009年度
  - 第31回橫濱電影節 助演女優賞（愛的曝光）
  - 第24回高崎電影節（日语：高崎映画祭） 最優秀新人賞（愛的曝光）
- 2010年度
  - 第84回電影旬報 助演女優賞（健太與純與加世的國度（日语：ケンタとジュンとカヨちゃんの国）、性軀幹（日语：トルソ (映画)）、SR サイタマノラッパー2 女子ラッパー☆傷だらけのライム）
  - 第4屆亞洲電影大獎最佳女配角獎（健太與純與加世的國度（日语：ケンタとジュンとカヨちゃんの国））─提名
  - 第65回日本放送映画藝術大賞 映画部門 優秀助演女優賞（健太與純與加世的國度（日语：ケンタとジュンとカヨちゃんの国））
- 2012年度
  - 第37回報知電影獎 助演女優賞（愛與誠（日语：愛と誠）、那夜的武士（日语：その夜の侍））
  - 第34回橫濱電影節 助演女優賞（愛與誠（日语：愛と誠）、那夜的武士（日语：その夜の侍）））
  - 第86回電影旬報 主演女優賞（應許之國：雙重人生（日语：かぞくのくに））
  - 第86回電影旬報 助演女優賞（愛與誠（日语：愛と誠）、那夜的武士（日语：その夜の侍）））
  - 第67回每日電影獎 女優助演賞（愛與誠（日语：愛と誠））
  - 第55回藍絲帶獎 主演女優賞（應許之國：雙重人生（日语：かぞくのくに））
  - 藝術選奨新人賞 映画部門（愛與誠（日语：愛と誠））[14]
  - 第67回日本放送映画藝術大賞 映画部門 優秀助演女優賞（愛與誠（日语：愛と誠））
  - 第67回日本放送映画藝術大賞 映画部門 優秀主演女優賞（應許之國：雙重人生（日语：かぞくのくに））
  - 第22回日本電影影評人大獎 主演女優賞（應許之國：雙重人生（日语：かぞくのくに））
  - 第17回日本網路電影大獎 助演女優賞（愛與誠（日语：愛と誠）、應許之國：雙重人生（日语：かぞくのくに）
- 2014年度
  - 第27回日刊體育電影大獎 主演女優賞（0.5mm）─入圍
  - 第57回藍絲帶獎 主演女優賞（0.5mm、百元之戀）
  - 第88回電影旬報獎 主演女優賞（0.5mm、百元之戀）
  - 第38回日本電影學院獎 優秀主演女優賞（0.5mm）
  - 第29回高崎電影節（日语：高崎映画祭） 最優秀主演女優賞（0.5mm、百元之戀）
  - 第69回每日電影獎 女優主演賞（0.5mm）
  - 第19回日本網路電影大獎 主演女優賞（0.5mm）
  - 第24回日本電影影評人大獎 主演女優賞（0.5mm、百元之戀）
- 2015年度
  - 第40回報知電影獎 主演女優賞（百元之戀） - 提名
  - 第39回日本電影學院獎 最優秀主演女優賞（百元之戀）
- 2016年度
  - 《VOGUE JAPAN》Women of the Year 2016[15]
- 2018年度
  - 第10回TAMA電影獎（日语：TAMA CINEMA FORUM） 最優秀女優賞（小偷家族、鐮倉物語）
  - 第42回山路文子電影獎 女優賞（小偷家族）
  - 第31回日刊體育電影大獎 主演女優賞（小偷家族）
  - 第40回橫濱電影節 主演女優賞（小偷家族）
  - 第73回每日電影獎 女優主演賞（小偷家族）
  - 第28回東京體育電影獎（日语：東京スポーツ映画大賞） 主演女優賞（小偷家族）
  - 第92回電影旬報獎 主演女優賞（小偷家族）
  - 第39屆波士頓影評人協會獎 最佳女演員 第二位（小偷家族）
  - 第23屆佛羅里達影評人協會獎 最佳女配角（小偷家族）
  - 第3屆新墨西哥影評人協會獎 最佳女配角（小偷家族）
  - 第42回日本電影學院賞 最優秀主演女優賞（小偷家族）
  - 全国映連賞 主演女優賞（小偷家族）
- 2022年度
  - 第46回日本電影學院賞 最優秀助演女優賞（那個男人）
  - 第20回シネマ夢倶楽部 20週年紀念獎
  - 第26回日刊體育日劇大賞 主演女優賞（重啟人生）
- 2023年度
  - 第115回日劇學院賞 主演女優賞（重啟人生）
  - 第43屆夏威夷國際影展 Rising Star獎（怪物）
  - 第47回日本電影學院賞 最優秀助演女優賞（哥吉拉-1.0）
  - 第47回日本電影學院賞 最優秀主演女優賞（怪物）

## 配信
- 手機網路劇「MAKE THE LAST WISH」（2008年）
- LISMO オリジナルドラマ「恋ばな〜スイカと絆創膏〜」（2009年）
- NTT DOCOMO智慧型手機動画「東京モナムール」（2011年）

## 外部連結
- Humanité事務所官方網站 （页面存档备份，存于）
- 安藤櫻的X（前Twitter）（日語）
- 安藤櫻的Instagram帳戶（日語）
- 安藤櫻在互联网电影资料库（IMDb）上的資料（英文）